# 1977 v športu
1977 v športu.

## Avto - moto šport
- Formula 1: Niki Lauda, Avstrija, Scuderia Ferrari, je slavil s tremi zmagami in 72 točkami, konstruktorski naslov je šel prav tako v roke moštva Ferrari z osvojenimi 95 točkami
- 500 milj Indianapolisa: slavil je A.J. Foyt, ZDA, z bolidom Coyote/Foyt, za moštvo A.J. Foyt Enterprises[1]

## Kolesarstvo
- Tour de France 1977: Bernard Thévenet, Francija
- Giro d'Italia: Michel Pollentier, Belgija

## Košarka
- Pokal evropskih prvakov: Maccabi Tel Aviv
- NBA: Portland Trail Blazers slavijo s 4 proti 2 v zmagah nad Philadelphia 76ers, MVP finala je bil Bill Walton[2]
- Evropsko prvenstvo v košarki 1977: 1. Jugoslavija, 2. Sovjetska zveza, 3. Češkoslovaška[3]

## Nogomet
- Pokal državnih prvakov: Liverpool F.C. je slavil s 3-1 proti Vfl Borussia Mönchengladbach[4]

## Smučanje
- Alpsko smučanje:  
  - Svetovni pokal v alpskem smučanju, 1977
    - Moški: Ingemar Stenmark, Švedska[5]
    - Ženske: Lise-Marie Morerod, Švica[6]

## Tenis
- Turnirji Grand Slam za moške:
  - 1. Odprto prvenstvo Avstralije: - Januar: Roscoe Tanner, ZDA[7] - December: Vitas Gerulaitis, ZDA[8]
  - 2. Odprto prvenstvo Francije: Guillermo Vilas, Argentina
  - 3. Odprto prvenstvo Anglije - Wimbledon: Björn Borg, Švedska[9]
  - 4. Odprto prvenstvo ZDA: Guillermo Vilas, Argentina
- Turnirji Grand Slam za ženske:
  - 1. Odprto prvenstvo Avstralije: - Januar: Kerry Reid, Avstralija[10] - December: Evonne Goolagong, Avstralija[11]
  - 2. Odprto prvenstvo Francije: Mima Jaušovec, Jugoslavija
  - 3. Odprto prvenstvo Anglije - Wimbledon: Virginia Wade, Združeno kraljestvo[12]
  - 4. Odprto prvenstvo ZDA: Chris Evert, ZDA
- Davisov pokal: Avstralija slavi s 3-1 nad Italijo[13]

## Hokej na ledu
- NHL - Stanleyjev pokal: Montreal Canadiens slavijo s 4 proti 0 v zmagah nad Boston Bruins
- SP 1977: 1. Češkoslovaška, 2. Švedska, 3. Sovjetska zveza[14]

## Rojstva
- 5. januar: Matej Ferjan, slovenski spidvejist
- 7. januar: Reinhard Schwarzenberger, avstrijski smučarski skakalec
- 14. januar: Donald MacLean, kanadski hokejist
- 17. januar: Mladen Bojinović, srbski rokometaš
- 18. januar: Didier Dinart, francoski rokometaš
- 6. februar: Mitja Petkovšek, slovenski telovadec
- 7. februar: Simone Raineri, italijanski veslač
- 15. februar: Miro Alilović, slovenski košarkaški trener
- 15. februar: Milenko Ačimović, slovenski nogometaš
- 16. februar: Aleksej Morozov, ruski hokejist
- 18. februar: Paul Dalglish, škotski nogometaš
- 20. februar: Nicolas Dessum, francoski smučarski skakalec
- 28. februar: Mirza Džomba, hrvaški rokometaš
- 7. marec: Jérôme Fernandez, francoski rokometaš
- 9. marec: Radek Dvořák, češki hokejist
- 15. april: Pavel Kubina, češki hokejist
- 16. april: Fredrik Ljungberg, švedski nogometaš
- 22. april: Mark van Bommel, nizozemski nogometaš
- 22. april: Sabine Egger, avstrijska alpska smučarka
- 23. april: Kirsten Lee Clark, ameriška alpska smučarka
- 25. april: Sylviane Berthod, švicarska alpska smučarka
- 29. april: Selina Heregger, avstrijska alpska smučarka
- 7. maj: Marko Milič, slovenski košarkar
- 10. maj: Nick Heidfeld, nemški dirkač F 1
- 10. maj: Henri Camara, senegalski nogometaš
- 11. maj: Janne Ahonen, finski smučarski skakalec
- 29. maj: Massimo Ambrosini, italijanski nogometaš
- 7. junij: Marko Oštir, slovenski rokometaš
- 18. junij: Milan Hafner, slovenski hokejist
- 26. junij: Florian Kehrmann, nemški rokometaš
- 27. junij: Raúl, španski nogometaš
- 2. julij: Brigitte Obermoser, avstrijska alpska smučarka
- 11. julij: Gorazd Škof, slovenski rokometaš
- 28. julij: Emanuel Ginobili, argentinski košarkar
- 28. julij: Aki-Petteri Berg, finski hokejist
- 3. avgust: Špela Bračun, slovenska alpska smučarka
- 8. avgust: Tommy Ingebrigtsen, norveški smučarski skakalec
- 9. avgust: Mikaël Silvestre, francoski nogometaš
- 17. avgust: Thierry Henry, francoski nogometaš
- 17. avgust: William Gallas, francoski nogometaš
- 17. avgust: Olesja Murtazalijevna Alijeva, ruska alpska smučarka
- 17. avgust: Tatjana Lebedjeva, ruska alpska smučarka
- 25. avgust: Muamer Vugdalić, slovenski nogometaš
- 1. september: David Albelda, španski nogometaš
- 7. september: Ermin Rakovič, slovenski nogometaš
- 21. september: Marcin Lijewski, poljski rokometaš
- 22. september: Miha Rebolj, slovenski hokejist
- 25. september: Toni Lydman, finski hokejist
- 4. oktober: Janette Helene Hargin, švedska alpska smučarka
- 6. oktober: Daniel Jean-Claude »Danny« Brière, kanadski hokejist
- 12. oktober: Bode Miller, ameriški alpski smučar
- 11. november: Maniche, portugalski nogometaš
- 17. november: Andreja Mali, slovenska smučarska tekačica in biatlonka
- 24. november: Anton »Tonči« Žlogar, slovenski nogometaš
- 26. november: Jure Radelj, slovenski smučarski skakalec
- 3. december: Adam Małysz, poljski smučarski skakalec
- 3. december: Jean-Christophe Bette, francoski veslač
- 7. december: Jure Golčer, slovenski kolesar
- 17. december: Samuel Påhlsson, švedski hokejist

## Smrti
- 24. januar: Marc Detton, francoski veslač (* 1901)
- 25. februar: Billy Coutu, kanadski profesionalni hokejist (* 1892)
- 5. marec: Tom Pryce, britanski dirkač Formule 1 (* 1949)
- 20. april: Wilmer Allison, ameriški tenisač (* 1904)
- 20. junij: Jules Moriceau, francoski dirkač (* 1887)
- 17. julij: Billy Gonsalves, ameriški nogometaš (* 1908)
- 28. avgust: Mike Parkes, britanski dirkač Formule 1 (* 1931)
- 30. november: Erika Netzer, avstrijska alpska smučarka, (* 1937)
- 7. december: Georges Grignard, francoski dirkač Formule 1 (* 1905)
- 12. december: Frank Boucher, kanadski hokejist (* 1902)
- 15. december: Rudolf Cvetko, slovenski sabljač (* 1880)